# Голенищево (Красноуфімський міський округ)
Голени́щево (рос. Голенищево) — присілок у складі Красноуфімського міського округу (Натальїнськ) Свердловської області.
Населення — 123 особи (2010, 130 у 2002).
Національний склад станом на 2002 рік: росіяни — 93 %.